# Quick Japan
『Quick Japan』（クイック・ジャパン）は、太田出版から発行されているサブカルチャー系雑誌（隔月刊。ただし雑誌コードが付与されていないため、流通上は定期的に刊行されている書籍である）。1994年9月創刊。

## 沿革
1993年、初代編集長の赤田祐一が飛鳥新社を退社後に創刊準備号を自費出版。翌1994年に太田プロダクション系列の太田出版から正式に創刊された。初期は一般誌が取り上げないマイナーな題材が中心だったが、現在はお笑い、テレビ番組、音楽、映画などサブカルチャー全般を扱っている。特集記事では芸人やタレント、アーティスト、文化人など、様々な分野で活躍する人物の長文インタビューと、アーカイブや辞典、年表などの膨大な関連データを掲載するのが特徴である。
方向転換して非サブカル誌となった『宝島』（宝島社）と入れ替わりで登場したこともあり、1990年代中盤から2000年代前半に至るまで、サブカル誌の雄として名を馳せた。ただし、赤田編集長（当時）が「サブカルチャー」「サブカル」という言葉を嫌っていたため、サブカル雑誌と自称したことは一度もない。北尾編集長時代から雑誌名の上に「News magazine for youth culture」というコピーが付いており、自称は一貫してユースカルチャー誌である。近年は、テレビ番組や人気お笑い芸人、グループアイドルといったメジャーなものを特集することも多く、以前に比べてサブカル色は薄くなっている。また、「政治」など硬派な題材を取り上げたこともある。
101号でリニューアル新装刊して以来、藤井編集長時代は26号（増刊含む）中13号の表紙・巻頭特集がももいろクローバーZとそのメンバーで、ほぼももクロの専門誌状態だった。
雑誌名は、創刊から一貫して「Quick Japan」だが、編集長が森山裕之に交代した51号から表紙のタイトルロゴが「QJ」に変更された。その後、藤井直樹の編集長就任で73号より「Quick Japan」、続木純平の編集長就任の124号より「QJ」ロゴへ変更となり、ロゴデザインの変更は定期的に行われている。また、雑誌名とは別に、編集方針を示唆したキャッチコピーが付けられている。遍歴は以下の通り。
- 「All the STREET NEWS That's Fit to Print」 創刊号 - 22号
- 「News magazine for youth culture」 23号 - 72号
- 「CAUSE TO BE NOW HERE.」 73号 - 100号
- 「For Your Next Action」 101号 - 123号
- 「A VOICE OF NEW GENERATION」 124号 - 142号
- 「Choose your future!」 143号 - 158号
- 「Magazine on the way」 159号 -
- 「Dive to Passion」 168号 -

サブカル誌としては異例の早さで『新世紀エヴァンゲリオン』に注目した（1996年）。全国メディアではほとんど知られていなかった『水曜どうでしょう』を50ページ以上に渡って特集（2004年）。ブレイク前のクレイジーケンバンド（2002年）、菊地成孔（2001年）、Perfume（2007年）、ももいろクローバー（2011年）を表紙・巻頭特集で大々的に取り上げるといったように、ネタ選びの嗅覚があった。かつては、相方の死について語ったカンニング竹山のインタビューや、千原ジュニアの入院写真を独占公開するなど、メジャーな対象に独自のテーマで深く切り込んだ特集が目立っていた。
2020年1月15日、ウェブ媒体として「QJWeb」が開始。運営は本誌編集部ではなく、『クイック・ジャパン』発行元の株式会社太田出版との業務提携により株式会社とうこう・あいが行っていたが、現在は太田出版が自社で運営している。
2021年7月15日、第3号の「いじめ紀行」という連載企画での小山田圭吾インタビューの内容がインターネット上で問題視される。小山田は小学生時代から高校まで多年にわたり障害者の児童生徒に対していじめを行ったことを告白しており、またそのことを雑誌上で面白おかしく語っていることに対する批判が相次いだ。7月19日、太田出版は、岡聡社長名の謝罪文をホームページで公表した。また「編集体制全面見直しのため」、2021年8月発売予定の第157号を発売休止すると発表した。

## 関連書籍・出版以外の活動
関連書籍
関連書籍も数多く出版している。特に赤田編集長時代の大泉実成らによる「消えたマンガ家」から端を発したQJマンガ選書（徳南晴一郎作の『人間時計』などの貸本劇画の復刻本を出版。第一期は米澤嘉博と竹熊健太郎が監修。第二期は米澤と宇田川岳夫が監修）や、後に映画化され社会現象となった小説『バトル・ロワイアル』は、各方面に大きな反響を与えた。1995年には「別冊Quick Japan」と称した単行本がシリーズ化されている。現在も、『たのしい中央線』や『日本国憲法』（森達也）、『まんカス』（漫☆画太郎）などを出版している。
出版以外の活動
2004年11月27日に新木場STUDIO COASTで、スチャダラパーやNathalie Wise、川辺ヒロシ、DEV LARGE、AFRA、Dokaka、シロー・ザ・グッドマン、モニユジュモ（イルリメ）、オールタイチ、劇団ひとり、ダンディ坂野、カンニング、タケイグッドマンなどを集めたイベント「QJF Quick Japan FIVAL vol.001 2004 WINTER」を開催した。
2005年、自主レーベル「Quick Japan Records」を立ち上げ、茂木淳一のアルバム「MOGY-TV」をリリース。関連企画として、同年9月25日にTOKYO FMで茂木淳一をDJにラジオ番組『QJFM』を放送した。
2006年9月1日、渋谷7th FLOORで、星野源（SAKEROCK）と寺尾紗穂によるライブ「クイック・ジャパンな夜 QJN vol.001」を開催した。ラジオ番組では、他にも2006年4月16日に「QJFM vol.002 カウントダウン・サンボマスター100」を企画・放送している。

## 歴代編集長
1. 赤田祐一（飛鳥新社を経てエディトリアル・デパートメントの雑誌スペクテイター編集部。元・雑誌『団塊パンチ』編集長）創刊準備号 - 18号
2. 村上清（現在、太田出版書籍編集部・編集長） 19号 - 22号
3. 北尾修一 （太田出版を経て百万年書房代表）23号 - 50号
4. 森山裕之（ヨシモトブックスを経てスタンド・ブックス代表取締役。元・雑誌『マンスリーよしもとPLUS』編集長） 51号 - 72号
5. 藤井直樹 73号 - 123号
6. 続木順平 124号 - 145号,150号 - 158号
7. 小林翔 146号 - 149号（続木の長期休暇により、編集長代理として就任）,159号 -167号
8. 田島太陽（「QJWeb」と兼任）[9][10]168号 -

## 連載企画

### 連載中
- 途中のひと
- field reporting
- 田村真子アナウンサーの『ラヴィット!』日誌
- 小袋成彬『消息』
- 入替連載枠『Comma』
- みりちゃむ『Z世代ギャル時評』
- フィルムエストTV『謎映像発掘記』
- 西澤千央『英世の顔もわからない！』
- 榎本空『近くて遠い海』
- つやちゃん『扇動する声帯』
- 立川吉笑『落語のからだアナトミア』
- コラムニストユースケ
- 私はこーへ『乃木坂46、終末のユートピア～この地獄を生き抜くためのアイドル批評～』

### 連載終了
- 和田彩花『未来を始める』
- オークラ『20代芸人A君は笑いで天下がとれるのか？』
- いがらしみきお『お人形の家 寿』
  - 単行本（2021年、太田出版、ISBN 9784778323103）
- こだま『Orphans』
  - 『ここは、おしまいの地』に改題し単行本化（2018年、太田出版、ISBN 9784778316129）
  - 『いまだ、おしまいの地』が続編として単行本化（2020年、太田出版、ISBN 9784778317225）
  - 『ずっと、おしまいの地』が完結編として単行本化（2022年、太田出版、ISBN 9784778318239）
- 最果タヒ・小浪次郎『永永永永永永永遠遠遠遠遠遠遠』
- 雑司が谷千一 『グラビアの現場〈被写体少女雑感〉』

- 宇垣美里『拝啓、貴方様』
- 武田砂鉄『RTの現場』
- 森栄喜『標榜』
- いがらしみきお『動物園のボブ』
- 清水富美加『清水富美加のふみ散歩』
- 磯部涼『部屋から考える〜In The Room, To The Future』
- 飯田一史『ジャイアントステップ』
- 板尾創路・ピエール瀧『板尾創路とピエール瀧の「行列のできるお悩み相談所」』
- THE TON-UP MOTORS 上杉周大『スターダムへの道』
- 九龍ジョー『三つ数えろ』
- 石川直樹『風の中へ』
- 九龍ジョー『迷子都市徘徊日記』
- 劇団ひとり『劇団ひとりのカプチーノを飲みながら』
  - 『Quick Japan Special Issue 劇団ひとり カプチーノを飲みながら』として単行本化（2010年、太田出版、ISBN 9784778312237）
- ピエール瀧・板尾創路『ピエール瀧と板尾創路の「ハチ公はなぜ剥製にされたのか?」』
  - 『板尾創路とピエール瀧の考える文化 ハチ公はなぜ剥製にされたのか？』として単行本化（2011年、太田出版、ISBN 9784778312879）
- 飯田一史『「ビジネス書なんか読まない」文化系のためのビジネス書入門』
- 松本亀吉『東名高速溺死坂インター』
- さやわか『真説 空想少女学論考』
- 石川直樹『陶酔の風景』
- 中村珍『誰も懲りない』
  - 2014年にテレビ情報誌『テレビブロス』（東京ニュース通信社）で開催された漫画賞企画「ブロスコミックアワード」では、「どうにかしろよ! 胸クソ部門」の第1位に選ばれた[11]。
- 藤田貴大『うすれる、ゆれる』
- 和田薫『芸能界日記』
- 大泉実成『消えたマンガ家』
  - 『大泉実成の続・消えたマンガ家』として、映画秘宝2017年5月号から再開。
- 漫☆画太郎『まんカス』
  - 単行本（2006年、太田出版、ISBN 4778320255）
- 井上三太『BORN 2 DIE』
- 篠山紀信『いま、篠山紀信は。』
- 浅野いにお『虹ヶ原ホログラフ』
  - 単行本（2006年、太田出版、ISBN 4778320204）
- 森達也『日本国憲法』
- 近田春夫『適当に思い出してます-近田春夫 回想録』
- 北沢夏音『ピーナツバターしか冷蔵庫にない』
- 長尾謙一郎『バンさんと彦一』
  - 単行本（2010年、太田出版、ISBN 9784778321284）
- 西島大介『マンガっちの子どもと観に行く映画っち』
- 鈴木おさむ『芸人交換日記〜イエローハーツの物語〜』
  - 単行本（2010年、太田出版、ISBN 9784778312503）
  - 文庫版（2010年、太田出版、ISBN 9784778313548）
- 松本亀吉『名阪高速溺死坂インター』
- 村上清『いじめ紀行』
- 竹熊健太郎・但馬オサム『天井桟敷の人々』